# تشارلتون (ماساتشوستس)
تشارلتون (بالإنجليزية: Charlton, Massachusetts)‏ هي بلدة أمريكية تقع في الولايات المتحدة في مقاطعة ووستر (ماساتشوستس). يقدر عدد سكانها بـ 12,981 نسمة ومساحتها 113.4 كم2 وترتفع عن سطح البحر 273 متر.

## أعلام
- اماسا ستون